# Владимировський сільський округ
Влади́мировський сільський округ (каз. Владимиров ауылдық округі, рос. Владимировский сельский округ) — адміністративна одиниця у складі Костанайського району Костанайської області Казахстану. Адміністративний центр — село Владимировка.
Населення — 2647 осіб (2021; 3256 у 2009, 3700 у 1999, 4276 у 1989).
Станом на 1989 рк існувала Владимировська сільська рада (села Владимировка, Сормовка, Янушевка) Убаганського району. Село Янушевка було ліквідовано 2019 року.

## Склад
До складу округу входять такі населені пункти:
| Населений пункт    | Старі назви | Населення, осіб (1989) | Населення, осіб (1999) | Населення, осіб (2009) | Населення, осіб (2021) |
| ------------------ | ----------- | ---------------------- | ---------------------- | ---------------------- | ---------------------- |
| Владимировка, село | -           | 3418                   | 2864                   | 2677                   | 2424                   |
| Сормовка, село     | -           | 511                    | 475                    | 451                    | 223                    |
| Янушевка, село     | -           | 347                    | 361                    | 128                    | -                      |